# Kulturpalast Bitterfeld
Der Kulturpalast Bitterfeld ist ein im Jahr 1954 eingeweihtes Kulturhaus im Stadtteil Bitterfeld der Stadt Bitterfeld-Wolfen im Landkreis Anhalt-Bitterfeld in Sachsen-Anhalt. Bekannt geworden ist das Bauwerk vor allem im Zusammenhang mit dem hier maßgeblich von Walter Ulbricht proklamierten Bitterfelder Weg. Der Kulturpalast gilt als eines der Wahrzeichen Bitterfelds und steht mittlerweile unter Denkmalschutz.

## Geschichte

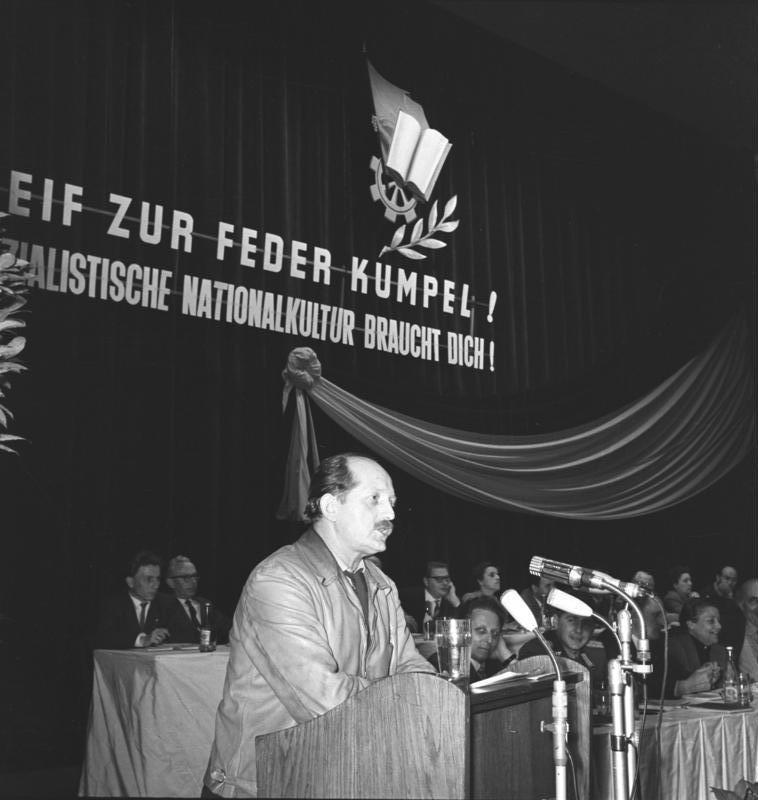
Erwin Strittmatter auf der ersten Bitterfelder Konferenz im Kulturpalast Bitterfeld, 24. April 1959

In der ersten Hälfte des 20. Jahrhunderts entwickelte sich Bitterfeld zu einem Zentrum des Braunkohletagebaus und der chemischen Industrie. Nach Gründung der DDR ließ diese in vielen Städten des Landes Kulturpaläste und -häuser als zentrale Stätten des gesellschaftlichen und kulturellen Lebens errichten, so auch ab 1952 in Bitterfeld (Adresse 2025: Parsevalstraße). Viele Arbeitsleistungen der Bautätigkeit wurden durch örtliche Chemiearbeiter in ehrenamtlich nach Feierabend erbracht (Nationales Aufbauwerk). Das Gebäude wurde am 13. Oktober 1954 eröffnet und erhielt den Namen Kulturpalast Wilhelm Pieck.
Bekannt wurde das Bauwerk 1959 und 1964 durch die Bitterfelder Konferenzen, auf denen unter maßgeblicher Verantwortung von Walter Ulbricht die sozialistische Kulturpolitik der jungen DDR, der sogenannte Bitterfelder Weg, proklamiert wurde. Unter dem Motto Greif zur Feder, Kumpel sollten Werktätige aufgerufen werden, sich im Sinne der sozialistischen Ideologie künstlerisch zu betätigen. Umgekehrt sollten auch Künstler und Kulturschaffende enger an die Werktätigen und das Regime gebunden werden.
In Zeiten der DDR diente der Saal des Kulturpalastes Auftritten von nationalen und internationalen Künstlern. Unter anderem gab Udo Jürgens 1965 ein Konzert.
Das Fernsehen der DDR zeichnete im Kulturpalast Unterhaltungsshows auf. Auch Theaterstücke wurden aufgeführt. Daneben bot das Gebäude Räume für die Aktivitäten örtlicher Vereine und Zirkel wie 60 Laienkunstzirkel, Arbeitsgruppen für Volkstanz, Malerei, Fotografie oder Handarbeiten.
Nach der Wende 1990 wurde das Haus zusammen mit anderen Bauten des Chemie-Parks an den Privatunternehmer Heinz-Jürgen Preiss-Daimler verkauft, der es sanierte und bis 2015 weiterhin für Veranstaltungen nutzte. Unter dem ironischen Titel Kunst. Was soll das? lud Eugen Blume zusammen mit Klaus Staeck und Christoph Tannert vom 1. bis 3. Mai 1992 zur (symbolischen) 3. Bitterfelder Konferenz in den Kulturpalast ein. Es kamen jedoch immer weniger Besucher, so dass der Kulturpalast 1996 geschlossen wurde. Schließlich ging er in das Eigentum der Chemiepark Bitterfeld-Wolfen GmbH über, die im Jahr 2017 einen Abrissantrag stellte. Dieser stieß auf Widerstand der Bevölkerung und der Stadt, die auf die städtebauliche und kulturhistorische Bedeutung des Kulturpalastes verwies. Eine entsprechende Genehmigung wurde nicht erteilt.

## Zukunftspläne
Im Jahr 2020 legte die Kulturpalast GmbH ein Sanierungskonzept vor, wofür Kosten in Höhe von 10 Millionen Euro veranschlagt werden. Nach einem Besuch der Kulturpolitikerin Monika Grütters erfolgte eine Zusage, einen Großteil vom Bund aus dem Strukturwandelfonds des ehemaligen Industrie- und Braunkohlegebietes zu finanzieren.
Im Juli 2022 diente der Palast kurzfristig und einmalig als Schauplatz des Kunst- und Kulturfestivals OSTEN – Welcome to Bitterfeld.
Was für die Umbauarbeiten noch fehlt (Stand April 2025) ist nach dem Unfalltod des Investors Matthias Goßler ein neuer Finanzier und ein überzeugendes Nutzungskonzept. Die Einrichtung könnte zu einer Musical-Bühne werden, oder mehrfach genutzt werden, beispielsweise für Messen oder Tagungen. Eine endgültige Entscheidung ist noch offen und hängt auch von der Eigentümerin ab, der Witwe Andrea Große, die den Kulturpalast noch zu Lebzeiten Matthias Großes geschenkt bekommen hatte.

## Architektur

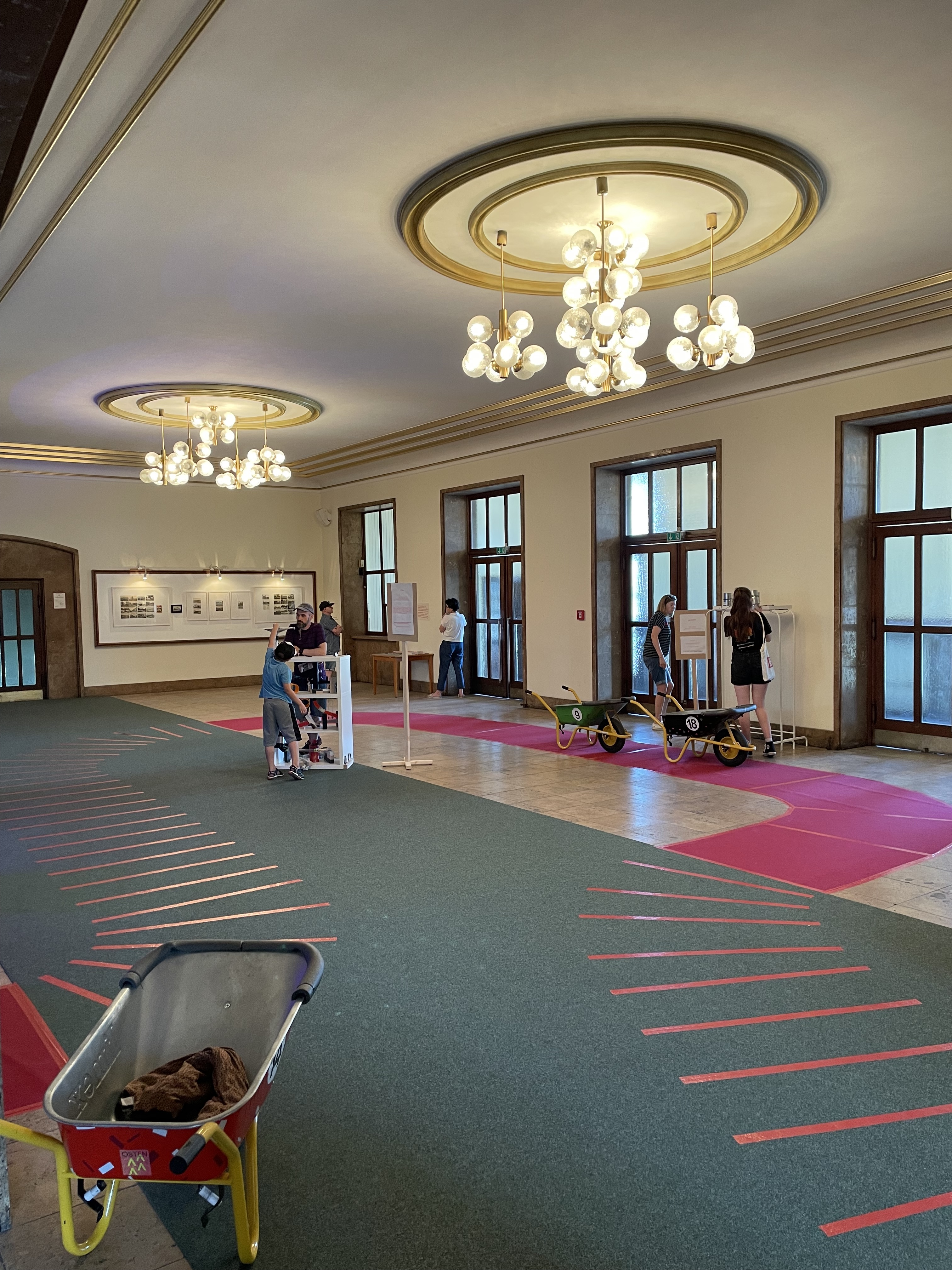
Foyer (2022)

Das Haus verfügt über einen großen Saal mit 1000 Sitzplätzen, ein Restaurant und kleinere Bühnen sowie mehr als 240 Räume, welche Vereine und Zirkel kostenfrei nutzen konnten.
Das Denkmalverzeichnis führt den Kulturpalast als neoklassizistische Monumentalarchitektur aus der DDR-Zeit.
Es gab eine Kellerbar, deren Fundament später Grundwasser eindringen ließ, das als verseucht galt. Der ganze Kellerbereich wurde nach der Wende mit Beton verfüllt.

## Fernsehshows aus dem Kulturpalast Bitterfeld (Auswahl)
- 1958: Bunte Ostereier
- 1958: Kleine Tricks für große Sprünge
- 1958: Helenchen ist glücklich
- 1958/59: Ehe-Ring frei!
- 1963: Mit Chemie geht alles besser
- 1963: Einer spinnt immer
- 1964: Herzklopfen kostenlos
- 1965: Ja, die Familie!
- 1965: Muss das sein?
- 1965: Ein Koffer voll Musik
- 1972: Prost Eberhard